# Sale complesso
Un sale complesso è un sale che, dissociandosi, si separa in ioni diversi da quelli che formerebbero i composti semplici da cui è composto.
Un esempio è l'esacloroplatinato di sodio, di formula Na2PtCl6: questo sale è composto formalmente da cloruro di sodio NaCl e cloruro di platino PtCl4. In soluzione, si dissocia in questo modo:
Na2PtCl6 → 2Na+  + PtCl62−
quindi in modo diverso da come si dissocerebbero i suoi componenti semplici:
NaCl → Na+  + Cl−
PtCl4 → Pt4+  + 4Cl−
L'anione PtCl62− è un complesso, quindi sale complesso è sinonimo di composto di coordinazione.
I sali complessi non sono da confondersi con i sali doppi, i quali ionizzano esattamente come i loro componenti.